# Sagrario Santana
María Sagrario Santana Alberdi, más conocida como Sagrario Santana (Ciudad Real, 18 de noviembre de 1960) es una entrenadora española y exjugadora de balonmano que jugaba de portera. Internacional con la Selección Española fue la guardameta del histórico Iber Valencia.

## Trayectoria

### Como jugadora
Criada en el Medina Toledo, saltó el charco para jugar con el Gran Canaria hasta los 17 años, que volvió a la península. Una jugadora de club, Sagrario jugó casi toda su carrera deportiva en el histórico Osito L'Eliana. Allí coincidió con la generación de oro campeona de Europa que comandaba Cristina Mayo: Natalia Morskova, Susana Pareja, Cristina Gomez, Izaskun Múgica,... 
Con el Mades Onda, donde estuvo 2 años, coincidió también con históricas del balonmano español como Ángeles Capilla, Yolanda Soria, Esperanza Tercero o Paloma Arranz.
Volvió al Iber Valencia y, desde el año 1994 tenía ficha de la primera plantilla pero participaba como segunda de Cristina Mayo, hasta su retirada definitiva en 1997.
Con un palmarés envidiable donde luce brillante la Copa de Europa, además de todos los títulos españoles, es una de las jugadoras más laureadas de la historia del balonmano español.

#### Clubes
•Hasta 79 Gran Canaria
- 1980-86: Iber Valencia
- 1986-88: Mades Onda
- 1988-93: Iber Valencia
- 1993-97: El Osito Eliana Valencia

#### Palmarés
- 1 x Copa de Europa (1997), como jugadora[3][4] y segunda entrenadora de Cristina Mayo
- 15 x Liga Española
- 14 x Copa de la Reina

### Como entrenadora

#### Maritim Valencia
Cogió las riendas del Maritim Valencia junto a Vicenta Cano, del 2001 al 2004, consiguiendo ascender a División de Honor en el 2002.

#### Levante UDBM Marni
Entró en el Levante UDBM Marni para trabajar con la base en 2015 y, desde el 2019 entrenó al Levante Marni.

## Selección Española

### Como jugadora
Entre el 1977 y el 1991, Sagrario jugó un total de 106 partidos y marcó un gol, contra Grecia, el 9 de julio de 1991. Fue la primera mujer en llegar a las 100 internacionalidades.
Debutó en un partido de competición oficial el 3 de diciembre de 1977, en el campeonato del mundo de Alemania ante Noruega, cuando aún tenía 17 años y se retiró el 3 de noviembre de 1991, tras jugar tres campeonatos del mundo B (1977, 1981, 1983), tres juegos mediterráneos (1979, 1987, 1991 donde consiguió 1 plata y 2 bronces). No fue con el equipo que participó en los Juegos Olímpicos de Barcelona'92 por una rotura de ligamento cruzado.  

#### Palmarés
- 1 x Medalla de Plata en los Juegos del Mediterráneo (1979)
- 2 x Medallas de Bronce en los Juegos del Mediterráneo (1987, 1991)

### Como entrenadora
Se formó durante su época de jugadora como entrenadora nacional, Sagrario Santana siempre ha estado ligado como entrenadora a las categorías inferiores de la selección española y las selecciones autonómicas valencianas. En el año 2007 consigue ser subcampeona de Europa con la selección júnior y cuartas en el Campeonato del Mundo Juvenil.
Entrenó a la Selección femenina sub-19 y a la Selección femenina Junior. La decisión unilateral de la Federación de que la selección junior no participara en el Mundial de Montenegro precipitó su salida en abril de 2012 aunque en 2015 volvió a dirigir al equipo juvenil en el campeonato internacional Euro Handball 2015. Dejó la selección nacional en 2016.

#### Palmarés
- 1 x Subcampeón de Europa Juvenil.

#### Selecciones de la Comunidad Valenciana
Entrenadora también de los equipos de base de la Comunidad Valenciana, del 2008 al 2012 estuvo con el equipo juvenil valenciano, con el consiguió tres campeonatos de España. Con el equipo cadete también se proclamó campeón. En el 2022 entrenó a las infantiles en el CESA, con las que se proclamó campeonas de España.
También ha entrenado el equipo universitario de la Universidad de Valencia, con la que ha sido subcampeona de España.

### Galardones individuales
- Medalla de plata al Mérito Deportivo de la Federación Valenciana (1982)
- Lingote de plata a la mejor jugadora de balonmano en 1991
- Medalla de Oro al Mérito Deportivo de la Federación Española (1992)

## Vida
Sagrario admira a grandes deporistas como Carmen Rams, la capitana y líder de la selección cuando entró por primera vez al vestuario del combinado nacional. En cuestión de porterías, admiró a Mamen Celaraín, otra de las referencias de la época.